# Bundesautobahn 53
Pour les articles homonymes, voir A53.
La Bundesautobahn 53 était une Bundesautobahn du 1er janvier 1975 au 4 août 1976, devenu un tronçon de la Bundesautobahn 44, qui part de la frontière entre l'Allemagne et la Belgique près d'Aix-la-Chapelle-Lichtenbusch en passant par Jülich, Mönchengladbach, Krefeld jusqu'à l'échangeur autoroutier qui n'est plus réalisé avec la Bundesautobahn 59 à l'aéroport de Düsseldorf.

## Histoire
La planification d'une liaison autoroutière Aix-la-Chapelle–Liège commence dans les années 1950. Des cartes du début des années 1960 montrent déjà le projet d'une autoroute fédérale d'Aix-la-Chapelle-Lichtenbusch jusqu'à un carrefour autoroutier d'Aix-la-Chapelle avec une extension en tant qu'autoroute fédérale à quatre voies et une connexion à la Bundesstraße 1 près de Würselen-Broich. En 1963, le tronçon de 7 km reliant l'échangeur autoroutier d'Aix-la-Chapelle à l'échangeur d'Aix-la-Chapelle-Brand est achevé. Un an plus tard suit le tronçon allant de l'échangeur d'Aix-la-Chapelle-Brand à la frontière germano-belge, long de 4 km.
Même avant la restructuration du réseau routier fédéral, entrée en vigueur le 1er janvier 1975, ces projets ont essentiellement reçu le statut de planification routière fédérale. Le tronçon déjà achevé entre Aix-la-Chapelle-Lichtenbusch (frontière nationale) et le carrefour d'Aix-la-Chapelle reçoit le nom interne "Autobahn 15". L'itinéraire allant du carrefour d'Aix-la-Chapelle au carrefour de Holz s'appelait "Autobahn 201". L'itinéraire de Mönchengladbach-est à l'aéroport de Düsseldorf est transformé en "Autobahn 140".
La restructuration du réseau autoroutier fédéral donne comme nom uniforme à l'itinéraire allant de la frontière nationale d'Aix-la-Chapelle-Lichtenbusch à Kassel (ou Eisenach) sous le nom de Bundesautobahn 44, mais le tronçon Aix-la-Chapelle-Düsseldorf est provisoirement nommé "Bundesautobahn 53". Cette désignation figure dans les rapports de construction routière du gouvernement fédéral pour 1974 et 1975 ainsi que dans le plan de réseau du gouvernement fédéral au début de 1976.
En 1975, la route de Broich (ou Hoengen) à Jackerath d'une longueur totale de 30,9 km est ouverte à la circulation.
Avec la loi modifiant la loi sur l'extension des routes nationales fédérales entre 1971 et 1985 du 5 août 1976, l'itinéraire est finalement intégré à l'A 44.